# Ryssjön, Uppland
Ryssjön är en sjö i Enköpings kommun i Uppland och ingår i Norrströms huvudavrinningsområde. Sjön är 2,2 meter djup, har en yta på 0,477 kvadratkilometer och befinner sig 32 meter över havet. Vid provfiske har bland annat abborre, gers, gädda och mört fångats i sjön.

## Delavrinningsområde
Ryssjön ingår i det delavrinningsområde (662759-158032) som SMHI kallar för Mynnar i Alsta Sjö. Medelhöjden är 50 meter över havet och ytan är 57,42 kvadratkilometer. Räknas de 2 avrinningsområdena uppströms in blir den ackumulerade arean 81,86 kvadratkilometer. Lillån som avvattnar avrinningsområdet har biflödesordning 4, vilket innebär att vattnet flödar genom totalt 4 vattendrag innan det når havet efter 97 kilometer. Avrinningsområdet består mestadels av skog (71 procent) och jordbruk (19 procent). Avrinningsområdet har 1,07 kvadratkilometer vattenytor vilket ger det en sjöprocent på 1,9 procent.

## Fisk
Vid provfiske har följande fisk fångats i sjön:
- Abborre
- Gärs
- Gädda
- Mört
- Ruda
- Sarv